# Bárbara Bermudo
Bárbara Bermudo (Guaynabo, Puerto Rico, 5 de junio de 1975) es una periodista puertorriqueña y uno de los ocho temas de portada de la edición 2007 de People en Español "50 Most Beautiful People".

## Carrera

### Televisión
Bermudo nació en Guaynabo de madre puertorriqueña y padre cubano, tiene una licenciatura en periodismo de la American University en Washington D. C. fue presentadora de Primer Impacto de Univisión, un programa de noticias en español que cubre predominantemente historias de interés humano y es popular entre la población hispana en los Estados Unidos, hasta que fue despedida el 5 de enero del 2017 por recortes de personal. Bermudo se unió al programa en el 2002 cuando la presentadora original del programa, María Celeste Arrarás, renunció y lo reemplazó Myrka Dellanos hasta que renunció en el 2004, y también con Fernando Del Rincón hasta su despido en 2008, quien años después se uniría a CNN en Español.
En el 2003, Bermudo tuvo un pequeño papel interpretándose a sí misma en la película Chasing Papi, protagonizada por Roselyn Sánchez, Jaci Velásquez y Sofía Vergara.
En el 2004 y el 2005, Bermudo presentó Lo Que no vio de Premios lo Nuestro (Lo que no viste en los Premios Lo Nuestro) y Noche de Estrellas (La noche de las estrellas). Bermudo ha aparecido en televisión en El Show de Cristina, El Escándalo del Mediodía (The Midday Scandal) y Que Bodas (What a Wedding). Es uno de los ocho temas de portada de la edición 2007 de la edición "50 Most Beautiful People" de People en Español.

### Moda
En el 2013, Bermudo lanzó CAMI, su propia línea de ropa, zapatos y accesorios para niñas y mujeres. El nombre de la marca se forma a partir de la combinación de los nombres de sus hijas (Camila y Mía).

## Vida personal
Se casó con Mario Andrés Moreno, un periodista de ascendencia colombiana en un juzgado del Condado de Dade y luego tuvo una boda elaborada el 29 de noviembre del 2008 en la República Dominicana. En febrero del 2009, Bermudo confirmó a "People en Español" que estaba embarazada y el viernes 15 de mayo de ese mismo año dio a luz a una niña llamada Mia Andrea. El lunes 18 de octubre del 2010 dio a luz a su segunda hija llamada Camila Andrea. El 26 de febrero del 2015, Bermudo anunció que esperaba a su tercer hijo, que era una niña en el programa matutino Despierta América de Univisión. El 1 de agosto de ese mismo año dio a luz a Sofía Andrea Moreno.